# Johann Georg Bodmer

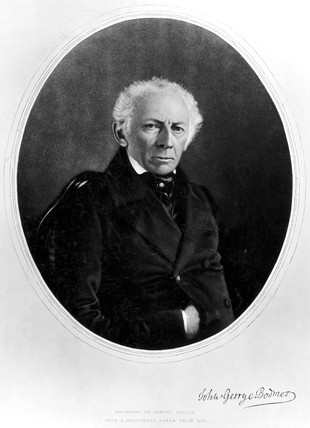
Johann Georg Bodmer

Johann Georg Bodmer (* 12. Dezember 1786 in Zürich; † 30. Mai 1864 ebenda) war ein Schweizer Mechaniker, Erfinder und Unternehmer. Er war in seiner St. Blasier Zeit Grossherzoglicher Inspekteur der Badischen Artillerie und der staatlichen Hüttenwerke Albbruck.

## Leben
Nach einer Mechanikerlehre in der Leinwandfabrik Gonzenbach in Hauptwil gründete er 1807 eine mechanische Werkstätte in Küsnacht. Zum Jahresbeginn 1809 bot Johann Caspar Bodmer im Namen der Gebrüder Bodmer und der Gesellschaft J. J. Wuest & Co an, das Kloster St. Blasien zu kaufen, wenn ihnen die Benutzung der Wasserkraft zu industriellen Unternehmungen gestattet werde. Nachdem der Oberforstmeister von St. Blasien, Gerer, ihn in Zürich persönlich aufgesucht hatte und positiven Bescheid an die Regierung in Karlsruhe gemeldet hatte, begab er sich noch vor Eintreffen der Kaufbestätigung unverzüglich mit seiner Familie und seinem kompletten Hausrat sowie Gerätschaften nach St. Blasien. Der Investor David von Eichthal wurde aufmerksam und beteiligte sich bei dem jungen und talentierten Erfinder. Ab 1811 betrieben sie eine Spinnerei um die selbstgebauten Web- und Spinnmaschinen zu testen. 1813 übernahmen sie die Gewehrfabrik die dann als Badische Gewehrfabrik weiterbestand. Ab 1817 kam ein kleines Eisenwerk dazu. Ab 1818 entstanden Meinungsverschiedenheiten und Zerwürfnisse mit dem finanzkräftigeren David von Eichthal. Nachdem 1822 seine Frau Agnes (geb. Schulthess) verstorben war, schied er aus dem Unternehmen aus und verliess St. Blasien.
Von 1824 bis 1828 und von 1833 bis 1848 war er in England tätig, so von 1826 bis 1828 in seiner Textilmaschinenfabrik und von 1834 bis 1838 in seiner Versuchswerkstatt in Bolton bei Manchester. Von 1838 bis 1846 in einer Giesserei in Manchester, 1851 von 1860 in der Metallwarenfabrik Lanzendorf bei Wien.
Er war ein begabter Erfinder von Kesselfeuerungen, Schiffsantrieben, Lokomotiven, Eisenbahnrädern sowie von Textil-, Dampf- und Werkzeugmaschinen. Bedeutend waren seine Erfindungen bei den Spinnmaschinen. Erstmals in Europa war ihm in St. Blasien in der Produktion der Schlossteile der Waffen das Prinzip der Austauschbarkeit, wie es Eli Whitney in Amerika bereits eingeführt hatte, gelungen. In England erfand er das erste funktionierende Kopfwalzwerk das ab 1842 bei P.R. Jackson & Co. in Manchester eingesetzt wurde. In England führte er neben Flaschenzügen und Fliessbändern erstmals Laufkräne ein.
Ab 1860 wohnte und arbeitete er bei seinem Schwiegersohn Jakob Friedrich Reishauer und half diesem tatkräftig bei der Einrichtung einer Werkzeugmaschinenfabrik in Zürich. Erhalten sind seine Tagebücher, sie sind heute wertvolle Zeugnisse der Industriegeschichte.
Johann Georg Bodmer wird oftmals verwechselt mit dem Mechaniker und Erfinder Johann Caspar Bodmer dem Erbauer des Schaufelraddampfers Stephanie.